# الأخصاص (الصف)
قرية الأخصاص هي إحدى القرى التابعة لمركز الصف في محافظة الجيزة في جمهورية مصر العربية.